# انگین گونایدین
انگین گونایدین بازیگر کمدی ترکی است که با نقش گل آغا در سریال حریم سلطان شناخته می‌شود.

## زندگی‌نامه
گونایدین دو سال در هنرستان دانشگاه حاجی تپه درس خواند اما پس از ان در دانشگاه میمارسنان در رشته تئاتر ادامه تحصیل داد.